# チョン・ヒラ
チョン・ヒラ（朝鮮語: 정희라、1960年 - ）は、大韓民国の歌手。主にトロット分野で活動している。
『愛路ソング（エロッソン、애로쏭またはエロソン、애로송）』や『ソーセージ打令』などで知られている。

## 経歴
1960年生まれ。最初はメドレーを歌う歌手として、病院の患者や障害者などに向けた無料公演をしていた。『ソーセージ打令』など下ネタが入った歌が多いが、それ以外にも『宗婦の道』などの演歌、『口笛』など歌謡のカバー、『深源寺梵鐘の音』や『人命は在天』など、仏教について歌ったものも多い。

## エピソード
愛の路、で愛路ソングであるが、『エロ（에로）ソング』と誤解されることがあるという。